# Məhəmməd Muradlı
Məhəmməd Muradlı, noto anche come Mahammad Muradli (Baku, 1º agosto 2003), è uno scacchista azero.
Ha ottenuto la terza norma di Maestro Internazionale in luglio 2017, all'età di 14 anni e 11 mesi.
Il titolo è stato ratificato dalla FIDE in febbraio 2018.

## Principali risultati
- 2011  – vince il campionato giovanile dell'Azerbaigian U08;
- 2012  – 5° a Praga nel campionato europeo giovanile U10;
- 2013  – vince il campionato di Baku U10;
- 2014  – vince a Kavala in Grecia il campionato europeo giovanile U12;
- 2015  – in novembre vince a Porto Carras con 9 /11 il campionato del mondo giovanile U12;
- 2016  – sesto nel Campionato azero (prima norma di MI);
- 2017  – realizza 5,5 /9 nell'open A di Mosca (seconda norma di MI); in luglio realizza 6 /9 nel Festival Internazionale di Poti in Georgia (terza norma di MI);[1]
- 2018  – in gennaio è terzo nel campionato azero; in marzo è 2º nel campionato azero U18;
 in aprile vince il campionato azero U20;
- 2019  – in gennaio vince il campionato azero a Baku;[2]
- 2020  – in febbraio è 4° con 6,5 /9 nell'Open Aeroflot-B di Mosca.
- 2022  – in febbraio vince per la seconda volta il Campionato azero.[3] In luglio vince la sezione Open del Torneo scacchistico internazionale di Bienne.[4]